# Jan Piotr Dzieduszycki
Jan Piotr Dzieduszycki herbu Sas (ur. 1691, zm. 1743) – chorąży trembowelski od 1739 roku, podczaszy halicki od 1729 roku, pułkownik w chorągwi pancernej wojewody podlaskiego Michała Sapiehy. Poseł na sejm konwokacyjny 1733 roku, poseł ziemi halickiej na sejm elekcyjny 1733 roku.
Był członkiem konfederacji generalnej zawiązanej 27 kwietnia 1733 roku na sejmie konwokacyjnym. Jako deputat i poseł na sejm elekcyjny z ziemi halickiej podpisał pacta conventa Stanisława Leszczyńskiego w 1733 roku. Był członkiem konfederacji województwa ruskiego, zawiązanej 10 grudnia 1733 roku w obronie wolnej elekcji Stanisława Leszczyńskiego.
Syn Stanisława. Żonaty z Różą z Lipskich, miał synów: Tadeusza, Dominika (1727–1084), córki: Magdalenę, Urszulę (1729–1783).